# Somaly Mam

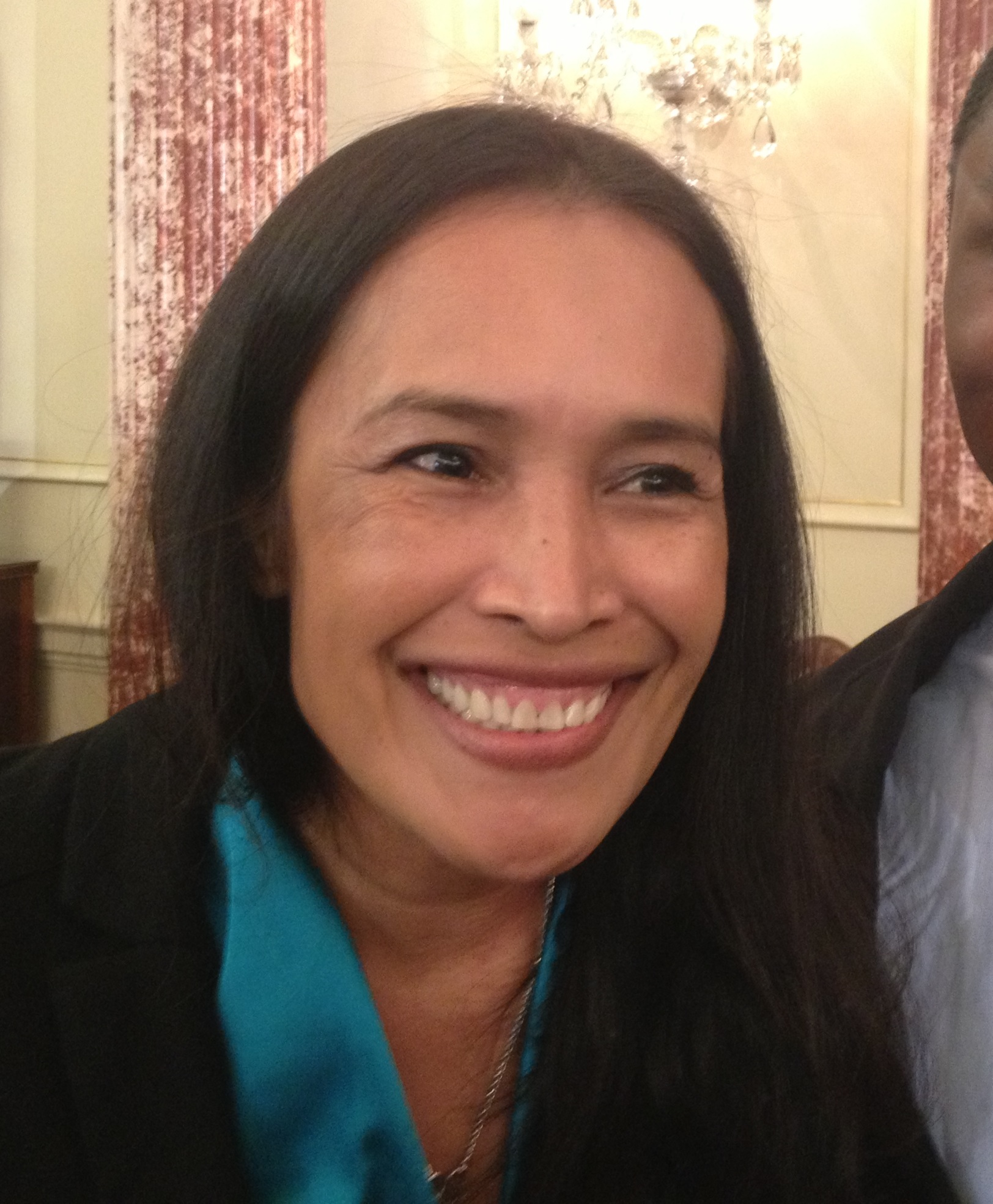
Somaly Mam

Somaly Mam, född 1970 eller 1971 i byn Bou Sra i provinsen Mondulkiri i Kambodja, är en kambodjansk hjälparbetare, som arbetar med flickor som har blivit sålda till bordeller.
Somaly Mam, som tillhör det etniska minoritetsfolket Phnong, blev under sin uppväxt vid flera tillfällen tvingad till prostitution fram till 1991, när hennes blivande man, Pierre Legros, hjälpte henne från en bordell i Pnom Penh. Paret flyttade till Paris 1993, och återvände till Kambodja 1995 tillsammans med hjälparbetare från Läkare utan gränser. Hon grundade med sin make 1997 i Kambodja organisationen Afesip Kambodja, Agir pour les femmes en situation précaire (på svenska: Kämpa för kvinnor i en kritisk situation) för att frita och hjälpa andra flickor som sålts till bordeller, en organisation som hon därefter ledde.
Somaly Mam fick 1998, tillsammans med bland andra Rigoberta Menchú, Emma Bonino och Graça Machel, Prinsen av Asturias pris för internationellt samarbete. År 2006 utsågs hon till Årets kvinna av tidskriften Glamour.
Den amerikanska biståndsorganisationen Somaly Mam Foundation, som arbetar mot trafficking i Kambodja, Laos och Vietnam, grundades av Somaly Mam och Nicholas Lumpp. Somaly Mam är styrelseordförande.

## Kontrovers
Somaly Mam skrev i tidskriften Glamour 2006 att hennes 14-åriga dotter Ning då blivit kidnappad och såld till en bordell, därför att gärningsmännen ville hämnas för Somaly Mams hjälparbete för flickor. Hon upprepade sedan denna berättelse i intervjuer och på konferenser, men den har senare satts i tvivel av tidningen Cambodia Daily, som hävdar att flickan aldrig blev kidnappad. Även andra berättelser om övergrepp på flickor som Somaly Mam framställt i teve i Frankrike eller inför FN i New York har av Cambodia Daily påståtts vara uppdiktade. El Mundo i Madrid har följt upp frågan i november, och menar att det framstår som osäkert hur många av de 7 000 prostituerade flickor, som Somaly Mams organisation uppger sig ha hjälpt, verkligen varit prostituerade. Tidningen anger också att Somaly Mam själv (till november 2013) vägrat att kommentera de anklagelser som riktats mot henne.